# Petimetre

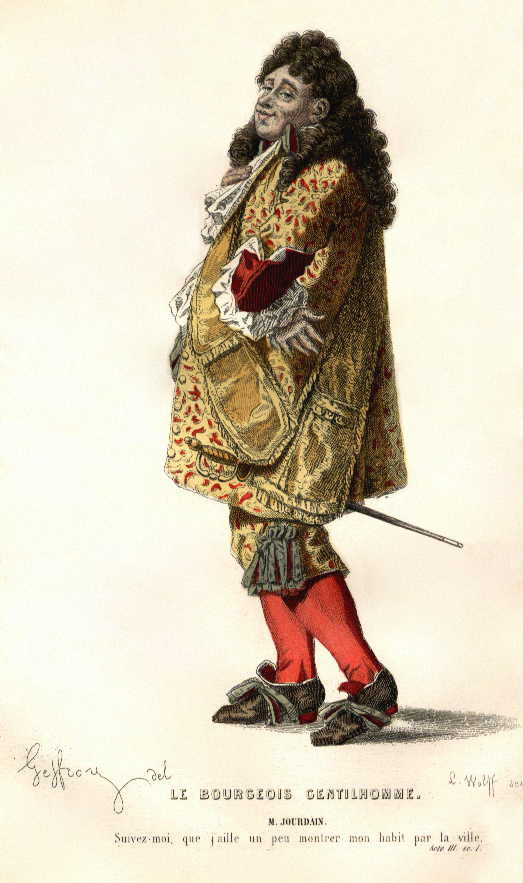
El personaje principal de El burgués gentilhombre de Molière copiaba a la aristocracia en su forma de vestir y en sus actitudes.

Un petimetre es un personaje tipo que aparece de vez en cuando en obras de ficción. Es una persona muy joven que suele ocuparse en su vestir excesivamente elegante aparentando la imagen de un señor, maestro, hombre profesional o experimentado, varón mayor: con dinero, poder o abolengo aristocrático.
El término español «petimetre» proviene, según la RAE, del francés petit maître (‘pequeño señor’, ‘señorito’) y significa ‘persona que se preocupa mucho de su compostura y de seguir las modas’. La etimología proviene del francés y señala a un jovenzuelo (petit) que intenta aparentar la imagen de un señor, maestro (maître). Un sentido parecido, pero más coloquial, es el término «pisaverde», con el significado de ‘hombre presumido y afeminado, que no conoce más ocupación que la de acicalarse, perfumarse y andar vagando todo el día en busca de galanteos’.
En la segunda mitad del siglo XVIII se fue convirtiendo en un estereotipo objeto de crítica, arguyendo que este afán fomentaba la ociosidad y su seguimiento acrítico de las modas francesas y en general de todo lo francés, llegando a extremos calificados por los teóricos de la época de ridículos (como, por ejemplo, la adulteración de la lengua —mezclada con la española— o la cultura francesa, especialmente vulgarizaciones de enciclopedistas y philosophes). Ejemplos de ello son Los eruditos a la violeta, de José de Cadalso, y varios episodios de las Cartas Marruecas, del mismo autor; o poesías satíricas como las fábulas de Raicleta y Lapu. Su contrafigura, desde una postura casticista, era el manolo o majo, proveniente de las clases populares, e imitado estéticamente por las clases superiores.
Una de las primeras veces en que aparece este personaje como estereotipo, es en la obra de Molière de 1672 El burgués gentilhombre. Esta obra asume la estructura social de la Francia de la época. Su premisa central se refiere a M. Jourdain, un burgués, miembro de la clase media, que intenta rehacerse como un aristócrata y un «caballero». La comedia se centra en su obsesión por estar vestido con demasiada elegancia y sus vanas afirmaciones. Este tipo aparece igualmente en la comedia de la Restauración británica, en The Relapse (1696), de John Vanbrugh.
Obras de literatura en español que se centran en este personaje:
"Copia perfecta (si cabe perfección en tal copia) del Petimetre por la mañana", D. Luis Alvarez Bracamonte. 1762 
"El petimetre en la aldea" Comella, Luciano Francisco. 1791
Obras musicales:
La paya y el petimetre: tonadilla à 3. Blas de Laserna 1874
De los Petimetres, Tonadilla a dúo 1769